# عبد المنعم وهبي
عبد المنعم وهبي (11 نوفمبر 1911 ـ 8 مايو 1988) هو لاعب وحكم وإداري كرة سلة مصري.

## مسيرته الرياضية

### لاعبًا
شارك مع المنتخب المصري لكرة السلة في دورة الألعاب الأولمبية لسنة 1936،

### حكمًا
قام عبد المنعم وهبي بالتحكيم في دورتي الألعاب الألعاب الأولمبية عامي 1948 و1952 (التي أدار فيها المباراة النهائية التي جمعت بين منتخبي الولايات المتحدة والاتحاد السوفييتي).

### العمل الإداري
رأس عبد المنعم وهبي الاتحاد المصري لكرة السلة في الفترة من 1952 إلى 1969، كما رأس الاتحاد الأفريقي لكرة السلة في الفترة من 1961 إلى 1969، وكان نائبًا لرئيس الاتحاد الدولي لكرة السلة في الفترة من 1961 إلى 1968، ثم رئيسًا لذلك الاتحاد في الفترة من 1968 إلى 1976، فرئيسًا للجنة الأولمبية المصرية في الفترة من 1972 إلى 1974. أُدرج اسمه ضمن قاعة مشاهير الاتحاد الدولي لكرة السلة سنة 2007.

## روابط خارجية
- عبد المنعم وهبي على موقع سبورتس رفرنس (الإنجليزية)
- عبد المنعم وهبي على موقع أوليمبيديا (الإنجليزية)